# Cima Mandron
Cima Mandron (3040 m n. m.) je hora ve Východních Alpách v severní Itálii v provincii Trentino. Je součástí horské skupiny Brenta. Je nejvyšším vrcholem dlouhé a impozantní skalní bariéry, která se táhne na západ od Cima Brenta Occidentale k Punte di Campiglio a padá více než 700 metrů nad soutěskou Vallone dei Brentei. Ze severní strany se jeví jako sklad schodů a teras, které vrcholí závěrečným skalnatým dómem. Na jižní straně tvoří grandiózní svislou a načervenalou stěnu, proříznutou suťovými terasami, rozbrázděnou vysokými, tenkými komíny i masivními pilíři. Největší a nejvíce popisovaný z těchto pilířů se nazývá Campanile Caigo. Nejcharakterističtější vlastnost této stěny je hnědočervená barva.

## Historie

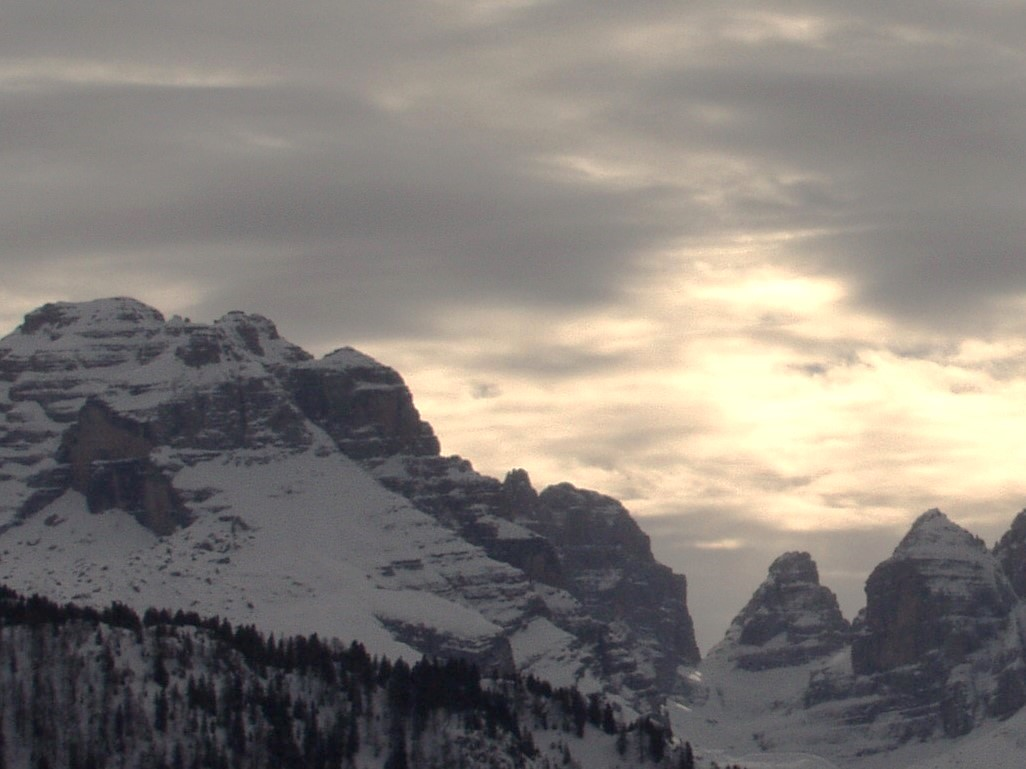
Cima Mandron zcela vlevo, vpravo samostatně Cima Brenta Bassa

V roce 1884 provedli Alberto Falkner a Antonio Dallagiacomo prvovýstup na západní vrchol nedalekého Punte di Campiglio a následně prošli pod vrcholem Cima Mandron. 6.srpna 1886 se na vrchol poprvé dostali Ludwig Purtscheller, Joseph  Reichl a Karl Schulz s průvodcem Antoniem Dallagiacomou. Trasa vedla přes hřeben s Cima Brenta. Cima Mandron, navzdory svým velkolepým proporcím, se ocitá ve stínu Cima Brenta. Její jižní stěna však nabízí horolezcům řadu zajímavých výstupů. Cesty ze severu patří mezi málo obtížné, a tak se zvyšuje obliba této oblasti mezi skialpinisty. Nejvýhodnějším stanovištěm pro výstupy je Riffugio Brentei.  